# هزار کلمه (فیلم)
هزار کلمه (انگلیسی: A Thousand Words) فیلمی کمدی به کارگردانی برایان رابینز، نویسندگی استیو کورن و بازی جاستینا ماچادو، ادی مورفی محصول سال ۲۰۱۲ میلادی است.